# Marco II di Alessandria (vescovo)
Marco II, chiamato anche Marciano (Markianos) dai Copti (Alessandria d'Egitto, ... – Alessandria d'Egitto, 154), fu l'ottavo vescovo di Alessandria d'Egitto.
Fu pastore della diocesi dal 143 fino alla sua morte, avvenuta nel 154.

Secondo l'opera di Eusebio di Cesarea, durante il periodo in cui Marco II resse il vescovato di Alessandria, iniziarono a formarsi le prime "eresie" all'interno della chiesa egiziana, sostenute da Basilide, Carpocrate e Valentino.